# چیشن (استان لهستان بزرگ‌تر)
چیشن (به لهستانی:  Cieszyn) یک روستا در لهستان است که در گمینا سوشنگه واقع شده‌است.